# Xylotrechus fluctuosus
Xylotrechus fluctuosus är en skalbaggsart som först beskrevs av Francis Polkinghorne Pascoe 1869.  Xylotrechus fluctuosus ingår i släktet Xylotrechus och familjen långhorningar. Inga underarter finns listade i Catalogue of Life.